# Henrik Kalocsai
Henrik Kalocsai (Budapest, 28 novembre 1940 – Budapest, 22 maggio 2012) è stato un triplista e lunghista ungherese.

## Biografia
Vinse la medaglia d'oro nel salto triplo alle Universiadi del 1965. L'anno dopo, nella stessa specialità, si aggiudicò il bronzo ai campionati europei outdoor, mentre nel 1967 conquistò l'argento agli europei indoor. 
Dal 1962 al 1973, tranne brevi interruzioni, fu il miglior triplista del suo Paese.